# Soko (północna Juda)
Soko, Szoko, Szocho (hebr. שֹוֹכֹה) – miasto biblijne, według Księgi Jozuego (Joz 15,35) położone w północnych obszarach terytorium Judy na Szefeli. Euzebiusz z Cezarei w Onomasticonie (Onom. 156,18) podaje, że Soko zlokalizowane było na około 14,5 kilometrze przy drodze z Bet-Gubrin do Jerozolimy. Współcześnie jest identyfikowane z Chirbet Abad, gdzie podczas wykopalisk archeologicznych odkryto ruiny umocnień z czasów istnienia Królestwa Judy.
1 Księga Samuela wzmiankuje, że nieopodal Soko Filistyni gromadzili swoje siły na wojnę z Izraelem pod koniec X wieku p.n.e. W drugiej połowie IX wieku p.n.e. według 2 Księgi Kronik (2 Krn 11,7) Soko zostało ufortyfikowane przez Roboama, zajęte i spustoszone przez faraona Szeszonka I, przyłączone z powrotem do Judy. Za panowania Achaza w VIII wieku p.n.e. według 2 Księgi Kronik (2 Krn 28,18) Soko zostało podbite przez Filistynów, do Judy powróciło pod koniec VIII wieku p.n.e. w czasach Ezechiasza, który podniósł miasto do rangi centrum administracyjnego, o czym świadczą odnalezione odciski pieczęci miejskiej na imadłach dzbanów.